# D-Crunch
D-CRUNCH (en hangul, 디크런치) fue una boy band surcoreana de K-pop formada en 2018. Estaba compuesta por 9 integrantes: Hyunwook, Hyunho, O.V, Hyunoh, Chanyoung, Jungseung, Hyunwoo, Minhyuk y Dylan.
Debutaron el 6 de agosto de 2018 con la canción «Palace» incluida en su primer sencillo 0806. Su primer EP M1112 (4colors) se lanzó el 12 de noviembre de 2018. El 5 de febrero de 2020, el sello de entretenimiento Ai Grand Korea reveló que recientemente firmaron un contrato exclusivo con los miembros de D-Crunch.
El 9 de noviembre de 2022, la agencia AI Grand Korea anunció en el fan café oficial del grupo que éste se disolvería luego de una conversación con los miembros.

## Discografía

### Álbumes

#### EP
| Título              | Detalles                                                                       | Posicionamiento en listas | Ventas       |
| Título              | Detalles                                                                       | Gaon Chart                | Ventas       |
| ------------------- | ------------------------------------------------------------------------------ | ------------------------- | ------------ |
| M1112 (4colors)     | - Fecha: 12 de noviembre de 2018 - Sello: All-S Company - Formato: CD, digital | 39                        | - COR: 1 487 |
| M0527               | - Fecha: 27 de mayo de 2019 - Sello: All-S Company - Formato: CD, digital      | 46                        |              |
| Across the Universe | - Fecha: 6 de abril de 2021 - Sello: Ai Grand Korea - Formato: CD, digital     | 44                        | - COR: 1 871 |
| Daydream            | - Fecha: 20 de octubre de 2020 - Sello: Ai Grand Korea - Formato: CD, digital  | 74                        |              |

#### Álbumes sencillos
| Título | Detalles                                                                   | Posicionamiento en listas | Ventas       |
| Título | Detalles                                                                   | Gaon Chart                | Ventas       |
| ------ | -------------------------------------------------------------------------- | ------------------------- | ------------ |
| 0806   | - Fecha: 6 de agosto de 2018 - Sello: All-S Company - Formato: CD, digital | 46                        | - COR: 1 105 |

### Sencillos
| Título                | Año  | Posicionamiento en listas | Álbum               |
| Título                | Año  | COR                       | Álbum               |
| --------------------- | ---- | ------------------------- | ------------------- |
| «Palace»              | 2018 | —                         | 0806                |
| «Stealer»             | 2018 | —                         | M1112 (4colors)     |
| «Are You Ready?»      | 2019 | —                         | M0527               |
| «Pierrot»             | 2020 | —                         |                     |
| «Across the Universe» | 2020 | —                         | Across the Universe |
| «My Name»             | 2021 | —                         | Daydream            |

## Vídeos musicales
| Año  | Canción               | Álbum               | Director     |
| ---- | --------------------- | ------------------- | ------------ |
| 2018 | «Palace»              | 0806                | Lee Gi Baek  |
| 2018 | «Stealer»             | M1112 (4colors)     | Kim Jong Wan |
| 2019 | «Are You Ready?»      | M1112 (4colors)     |              |
| 2020 | «Pierrot»             |                     |              |
| 2020 | «Across the Universe» | Across the Universe | Kim Jong Wan |
| 2021 | «My Name»             | Daydream            |              |

## Premios y nominaciones
| Premios                            | Año  | Receptor | Categoría                | Resultado | Ref    |
| ---------------------------------- | ---- | -------- | ------------------------ | --------- | ------ |
| 3rd Asia Artist Awards             | 2018 | D-Crunch | Focus Award              | Ganador   | [ 9 ]  |
| Asia Model Awards                  | 2019 | D-Crunch | Rising Star Award        | Ganador   | [ 10 ] |
| Korea Culture Entertainment Awards | 2019 | D-Crunch | Rookie of the Year Award | Ganador   | [ 11 ] |